# Liste der Kardinalskreierungen Pauls V.

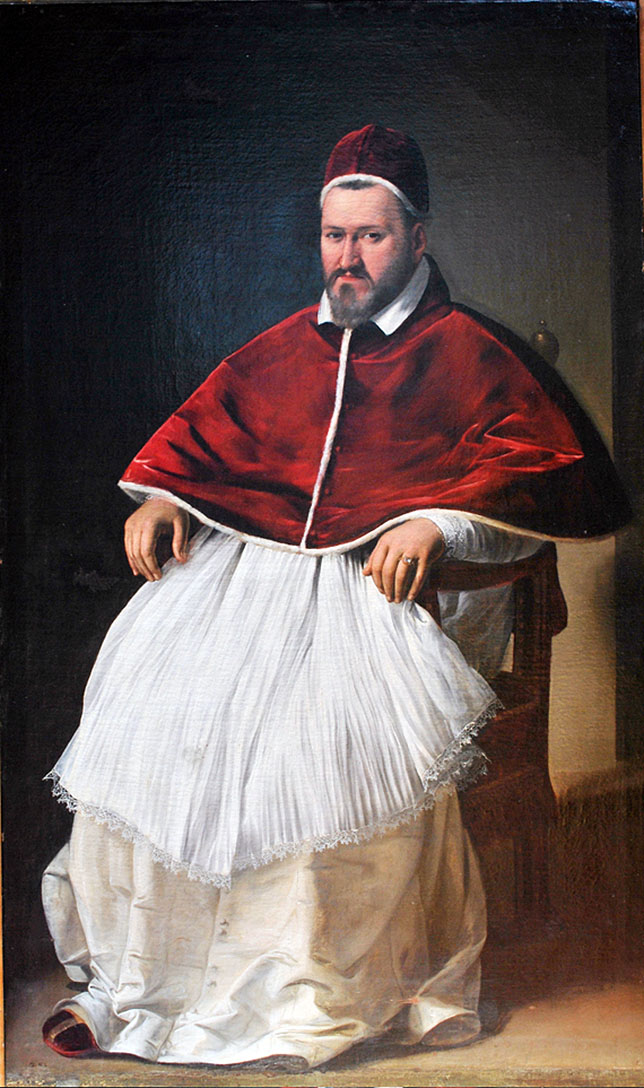
Paul V.

Im Verlauf seines Pontifikates kreierte Papst Paul V. 60 Kardinäle in 10 Konsistorien.

## 18. Juli 1605
- Scipione Caffarelli Borghese

## 11. September 1606
- Ludovico de Torres
- Orazio Spinola
- Maffeo Barberini
- Giovanni Garzia Millini
- Bartolomeo Ferratini
- Bonifazio Caetani
- Marcello Lante
- Orazio Maffei

## 10. Dezember 1607
- Ferenc Forgách de Ghymes
- François de La Rochefoucauld
- Jerónimo Xavierre OP
- Moritz von Savoyen
- Ferdinando Gonzaga

## 24. November 1608
- Michelangelo Tonti
- Fabrizio Veralli
- Giambattista Leni
- Lanfranco Margotti
- Luigi Capponi

## 17. August 1611
- Decio Carafa
- Domenico Rivarola
- Metello Bichi
- Jean de Bonsi
- Filippo Filonardi
- Pier Paolo Crescenzi
- Giacomo Serra
- Orazio Lancellotti
- Agostino Galamini OP
- Gaspar de Borja y Velasco
- Felice Centini OFM Conv

## 2. Dezember 1615
- Francesco Vendramin
- Louis III. de Lorraine-Guise
- Roberto Ubaldini
- Tiberio Muti
- Gabriel Trejo y Paniagua
- Baltasar Moscoso y Sandoval
- Carlo di Ferdinando de’ Medici
- Vincenzo Gonzaga
- Giulio Savelli
- Alessandro Orsini

- in pectore Melchior Klesl

## 9. April 1616
- Melchior Klesl

## 19. September 1616
- Alessandro Ludovisi (später Papst Gregor XV.)
- Ladislao d'Aquino
- Ottavio Belmosto
- Pietro Campori
- Matteo Priuli
- Scipione Cobelluzzi

## 26. März 1618
- Henri de Gondi
- Francisco Gómez de Sandoval y Rojas

## 29. Juli 1619
- Ferdinand von Österreich

## 11. Januar 1621
- Francesco Cennini de’ Salamandri
- Guido Bentivoglio d'Aragona
- Pietro Valier
- Eitel Friedrich von Hohenzollern-Sigmaringen
- Louis de Nogaret de La Valette d’Épernon
- Giulio Roma
- Cesare Gherardi
- Desiderio Scaglia OP
- Stefano Pignatelli
- Agustín Spínola Basadone